# RNK polimeraza II
RNK polimeraza II (RNAP II, Pol II) je enzim prisutan u eukariotskim ćelijama. On katalizuje transkripciju DNK čime se sintetišu prekurzori iRNK i većine snRNK i mikroRNK. Ovaj kompleks ima masu od 550 kDa i 12 podjedinica. RNAP II je najpotpunije izučena RNK polimeraza. Širok niz transkripcionih faktora je neophodan za njeno vezivanje za promotere i početak transkripcije.

## Spoljašnje veze
- RNK polimeraza II
- RNA+Polymerase+II на 